# Mamono Hunter Yōko: Dai 7 no Keishō
Mamono Hunter Yōko: Dai 7 no Keishō (魔物ハンター妖子 第7の警鐘?) è un videogioco sviluppato da Klon e pubblicato nel 1991 da Masaya per Sega Mega Drive basato sull'anime Yoko cacciatrice di demoni.
È il primo titolo ispirato alla serie animata. Masaya pubblicherà altri due giochi per TurboGrafx-16: Mamono Hunter Yōko: Makai kara no Tenkōsei (1992) e Mamono Hunter Yōko: Tooki Yobigoe (1993).

## Modalità di gioco
Videogioco a piattaforme simile a Valis, il giocatore controlla Yoko Mano attraverso cinque scenari popolati da creature aliene, al termine di ognuno dei quali è presente un boss.